# Sistrurus miliarius streckeri
Sistrurus miliarius streckeri – podgatunek grzechotniczka karłowatego (Sistrurus miliarius) – jadowitego węża z podrodziny grzechotników (Crotalinae) w rodzinie żmijowatych (Viperidae).
Osobniki dorosłe zwykle osiągają wielkość od 38 do 51 cm, niekiedy kilka/kilkanaście cm więcej.
Występuje w USA na terenie następujących stanów: Mississippi, Arkansas, Luizjana, Alabama, Oklahoma, południowo-zachodnie Tennessee i wschodni Teksas.
Żywi się drobnymi kręgowcami.